# Ӊ (буква саамского алфавита)
Ӊ, ӊ (Н с хвостиком) — буква расширенной кириллицы. Используется в алфавите кильдинского диалекта саамского языка, где является 21-й буквой. Обозначает носовой согласный [n̥].